# آندریا باکولا
آندریا باکولا (آلمانی: Andrea Bakula؛ زادهٔ ۱۵ اوت ۱۹۸۱) یک بازیکن تنیس روی میز اهل کرواسی است.